# Alexis-Marie Gochet
Frère Alexis-Marie Gochet, né Jean-Baptiste Gochet, (Tamines, 1835 - Grand-Bigard, 1910) est un géographe et pédagogue belge.

## Biographie
Jean-Baptiste Gochet, issu d'une ancienne famille de brasseurs, poursuit des études au pensionnat de Saint-Berthuin, à Malonne. Il devient Frère des Écoles chrétiennes, en 1858 où il prend le nom de Alexis-Marie.
Il est envoyé comme professeur à l'École Normale pour instituteurs de Carlsbourg où il s'intéresse tout particulièrement à l'enseignement de la Géographie, branche dans laquelle il excelle et où il apporte une importante contribution. Il est détaché à Paris, de 1871 à 1904, auprès du Frère Supérieur Général. Il réalise des manuels scolaires, des traités de méthodologie, des cartes murales, des atlas classiques et tout un matériel didactique. 
Frère Alexis participe à une vingtaine de Congrès géographiques, au cours desquels des récompenses lui sont attribuées et où le renom de la qualité de ses travaux gagne l'Europe et les Amériques. Au-delà du pédagogue, Frère Alexis se fait également connaître comme narrateur des exploits de Stanley, de la lutte contre la traite des Noirs et de l'œuvre des soldats et des missionnaires au service de la Colonie.
Il rédige de 1881 à 1910 une revue «Bilan Géographique», dans laquelle il tient à jour les modifications survenues dans la situation géographique, politique et économique de tous les pays du monde.
Dans le domaine des initiatives, il préconise à son époque l'emploi d'une heure universelle et celui du système des fuseaux horaires, à l'instar de Quirico Filopanti et de Sandford Fleming.

## Postérité
En témoignage de la valeur de son œuvre culturelle, le 19 mai 1962, le Ministre des Postes, Télégraphes et Téléphones de Belgique émet un timbre-poste d'une valeur de 2 francs belges à l'effigie du Frère Alexis-Marie, et la ville de Tamines organise à l'occasion une séance d'hommage, suivie d'une exposition consacrée aux œuvres du géographe, et fait frapper une médaille commémorative.

## Œuvres
- Le Congo belge illustré, 1888 disponible sur Internet Archive.
- La France coloniale illustrée, 1888 lire en ligne sur Gallica.
- La traite des nègres et la croisade Africaine, 1889 disponible sur Internet Archive.
- La barbarie Africaine et les missions catholique dans l'Afrique équatoriale, 1889 lire en ligne sur Gallica.
- Les Congolais, leurs mœurs et usages, 1890 lire en ligne sur Gallica.
- Histoire élémentaire de la géographie, 1891.
- Le Congo français illustré, géographie, ethnographie & voyages, 1892 lire en ligne sur Gallica.
- Soldats et missionnaires au Congo de 1891 à 1894, 1899. lire en ligne sur Gallica.
- Histoire de la ville de Tamines, 1902.